# Arturo Tendero
Arturo Tendero (Albacete, 1961) es un escritor español. Fue alcalde de Chinchilla de Montearagón (2013).

## Biografía
Antonio Arturo Tendero López nació en Albacete en 1961. Estudió en los colegios del Divino Maestro y de Salesianos y en la Universidad Laboral de su ciudad natal. Entre 1979 y 1984 se licenció en Ciencias de la Información, con especialidad en radio, en la Universidad Autónoma de Barcelona, estudios que compaginó con los de teatro en el Teatro Escuela Municipal de Albacete (TEMA), entre 1981 y 1983. A resultas de ello, fue actor teatral y payaso.
Trabajó tres meses para el Diario Albacete y tres años para Radio Popular COPE. En esta cadena, conducía un programa radiofónico infantil para la emisora local de Albacete. Fue profesor de Educación Física durante 32 años, la mayoría de ellos en un instituto de dicha localidad, el Instituto Bachiller Sabuco, aunque reside en la vecina ciudad de Chinchilla de Montearagón.

### Literatura
En 1996 fundó con Juan José Jiménez la revista de creación artística La Siesta del Lobo, desde la cual se practica el activismo cultural: se promueven actos culturales de todo tipo, se publican libros y se edita la propia revista.
Destaca su obra poética, formando parte del grupo autodenominado como "La Confitería". Ha publicado varios poemarios en distintas editoriales, el primero de ellos, Una senda de aldeas cotidianas, en 1991. Su poesía, de tono elegíaco, profundiza en la parte desapercibida de lo cotidiano y utiliza, aparentemente, muy pocos elementos para alcanzar la emoción. También ha desarrollado la prosa a través de relatos y ensayos. Sus relatos parten asimismo de lo cotidiano, pero añadiendo elementos mágicos o inesperados.
También ha desarrollado la prosa a través de relatos y ensayos. Ha publicado la colección de cuentos La hora más peligrosa del día, con narraciones que parten de lo cotidiano pero añaden elementos mágicos o inesperados. Además ha publicado el ensayo-antología La Generación Fanzine donde repasa la historia reciente de la poesía albaceteña, la recopilación de artículos Chinchilla Mon Amour, que describen la ciudad desde sus orígenes a nuestros días, y el libro Viaje a Nemiña y a la Castilla Mística, donde relata un viaje que recorre los lugares donde nacieron y fundaron san Juan de la Cruz y santa Teresa.
Como autor teatral estrenó en 2000 una versión libre de El Mercader de Venecia, de William Shakespeare, y los dramas Un café bien cargado (2015), con la problemática de ETA como trasfondo, y Padres putativos (2019), una obra distópica sobre la educación. Ambas obras han sido llevadas a la escena por el grupo Tercero Izquierda de EA Teatro.
Fue columnista del diario La Verdad de Albacete, en la actualidad escribe en La Tribuna de Albacete e InfoLibre.

### Política
En 2011 se presentó a las elecciones municipales como candidato independiente a la alcaldía de Chinchilla de Montearagón en las listas de Izquierda Unida (IU), obteniendo su partido el 17,03% de los votos (dos concejales), por detrás del Partido Popular (PP) (39,27%, cuatro concejales) y del Partido Socialista Obrero Español (PSOE) (24,7%, tres concejales) y empatado con ADICHIN (17,03%, dos concejales). Asumió la alcaldía Pedro Luis Medina, del PP, con el apoyo de su grupo y ADICHIN. Sin embargo, el 15 de septiembre de 2012, los concejales del PSOE e IU y un concejal no adscrito (proveniente de las listas de ADICHIN) presentaron una moción de censura que se impidió que fuese votada. Los concejales promotores de la moción presentaron recurso al juzgado, que dio la razón a los demandantes, votándose finalmente la misma el 28 de enero de 2013. De acuerdo al pacto suscrito por dichos grupos, Arturo Tendero asumió la alcaldía dicho día para un periodo de once meses, tras los cuales le sustituiría el candidato del PSOE. Siguiendo dicho pacto, renunció a la alcaldía el 27 de diciembre, Tendero permanecería en el equipo de gobierno como primer teniente de alcalde y concejal de Cultura y Educación hasta el fin de la legislatura, en 2015.

## Obra literaria

### Poesía
- Una senda de aldeas cotidianas (1991). Ediciones de la Diputación de Albacete.
- Las aves sin dueño (2000) (fotografías: Juanjo Jiménez). Editorial La Siesta del Lobo.
- Adelántate a toda despedida (2005). Editorial Pre-textos.
- La memoria del visionario (2006). Editorial Visor.
- Cosas que apenas pasan (2008). Editorial Hiperión.
- Alguien queda (2013). Editorial Renacimiento.
- El otro ser (2018). Editorial La Isla de Siltolá.
- El principio del vuelo (2022). Editorial Páramo.

### Obra en prosa
- Nuestros lugares míticos (2004) (con Juanjo Jiménez). Editorial La Siesta del Lobo.
- Albacete, entre huellas y raíces (2006) (fotografías: Juanjo Jiménez). Editorial La Siesta del Lobo.
- La hora más peligrosa del día (2012) (dibujos: María Dolores Alfaro Cuevas). Editorial La Siesta del Lobo.
- Chinchilla mon amour (2017) (fotografías: Consuelo López Moreno). Editorial La Siesta del Lobo.
- Viaje a Nemiña y a la Castilla mística (2022). Editorial La Siesta del Lobo.

### Ensayo
- La generación fanzine -poetas de Albacete para el siglo XXI- (2001). Ediciones de la Diputación de Albacete.

### Teatro
- El mercader de Venecia, de William Shakespeare (versión libre) (2000) (fotografías: Juanjo Jiménez). Editorial La Siesta del Lobo.

### Antologías colectivas
- Antología poética de autores albacetenses (100 años de poesía) (1983). Diputación provincial de Albacete. Selección de José Manuel Martínez Cano.
- Narrativa albacetense del siglo XX (1985). Diputación de Albacete. Selección de Juan Bravo Castillo.
- Poetas de la Confitería (1999). Ediciones de la Universidad de Castilla-La Mancha. Selección de León Molina Pantiga y Ángel J. Aguilar Bañón.
- Mar interior: Poetas de Castilla-La Mancha (2002). Junta de Comunidades de Castilla-La Mancha. Selección de Miguel Casado.
- Grupo poético La Confitería (2006). Almud Ediciones. Selección de Serafín Valiente.
- Histerias breves, Antología de relatos de El Problema de Yorick (2006). Selección de Eloy M. Cebrián.
- Una generación de fuego: Antología poética (2012). Fractalpoesía. Selección de Rubén Martín.
- Diez de diez: Poesía española reciente (2012). Tédium Vitae. Selección de Sergio Ortiz.
- El peligro y el sueño. La escuela poética de Albacete (2000-2016) (2016). Celya ed. Selección de Andrés García Cerdán.
- El año del virus. Relatos en cuarentena. Edición de Eloy M. Cebrián. Prólogo de Javier Sarti. Albacete: Los libros de El Problema de Yorick, 2020.[14]
- Poemas para combatir el coronavirus. Edición de Juan Luis Calbarro y Miriam Maeso. Alcobendas (Madrid): IES Ágora y Los Papeles de Brighton, 2021.